# 坂本駿介
坂本 駿介（さかもと しゅんすけ、1998年3月13日 - ）は、ジャパンラグビーリーグワン三菱重工相模原ダイナボアーズに所属するラグビー選手。

## プロフィール
- 青森県出身。
- ポジションはプロップ(PR)。
- 身長 180 cm、体重 107 kg

## 略歴
中学3年生からラグビーを始めた。
2016年、三本木農業高校卒業後、日本大学に入学。
2019年、日本大学ラグビー部の主将に就任。
2020年、日本大学卒業後、日本大学大学院に入る。
2022年、三菱重工相模原ダイナボアーズに加入。同年4月9日に行われたJAPAN RUGBY LEAGUE ONE第10節三重ホンダヒート戦にて途中出場で公式戦初出場を果たした。
2024年6月から7月にかけての7週間、ニュージーランドのフイアラグビーフットボールクラブ（Huia Rugby Football Club）に留学。